# Quartier Europe de Tours
Pour les articles homonymes, voir Quartier européen.
Le quartier Europe, Europe-Chateaubriand  ou encore Beffroi-Europe est un quartier de Tours. Situé sur la partie nord de la commune, il compte près de 11 000 habitants en 2020. C'est un quartier composé de grands ensembles et de zones pavillonnaires, construit entre 1966 et 1972 dans un contexte où la ville de Tours cherche des terrains pour construire davantage de logements, vu la très forte demande dans le contexte des Trente Glorieuses. Après avoir largement développé le centre et le sud de la ville, la municipalité peut se tourner vers le nord grâce à la fusion avec la commune de Saint-Symphorien en 1964. 
Le quartier Europe est limité par le quartier industriel et commercial Douets Milletière au nord, le quartier Saint-Symphorien à l'est et au sud, et enfin la commune de Saint-Cyr-sur-Loire à l'ouest. Il présente une population relativement mixte, avec un centre populaire d'habitats sociaux entouré de zones pavillonnaires plus aisées. Une partie du quartier est classée en zone prioritaire de la politique de la ville. Le beffroi est le monument marquant du quartier, ce dernier étant par ailleurs traversé depuis 2013 par le tramway de Tours. Le quartier est l'objet de projets de réhabilitation depuis les années 2000.

## Délimitation
La délimitation du quartier est fixée par l'Insee dans son partage de la commune en 22 Îlots regroupés pour l'information statistique (Iris). Il est donc limité par la départementale 801 et la rue Pierre et Marie Curie au nord, par la rue Sapaille et les avenues Gustave Eiffel et Maginot à l'est, les rues François Hardouin et de la Chevalerie au sud, et enfin la rue des Bordiers à l'ouest.

## Histoire

### Origines

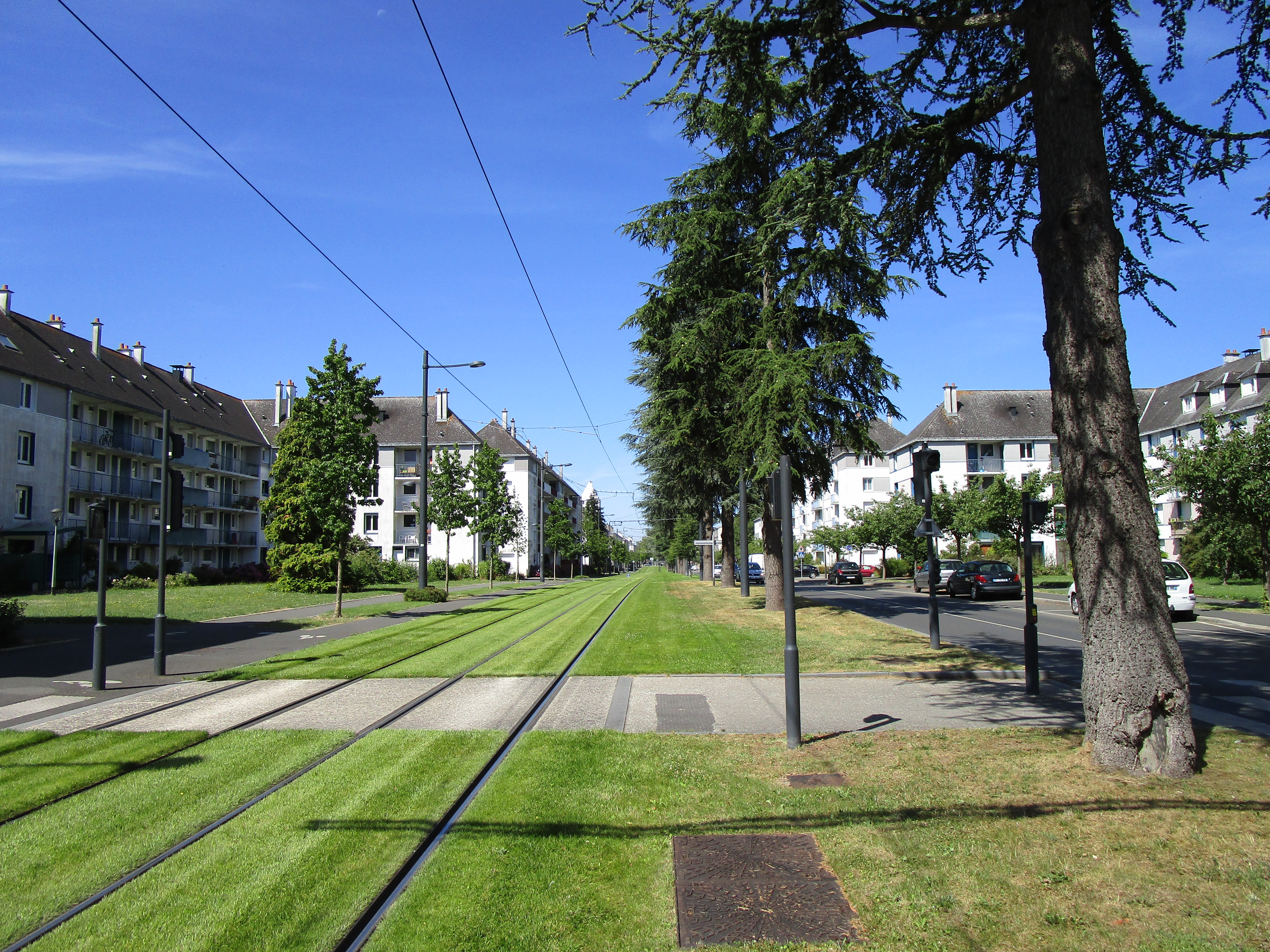
Avenue de l'Europe.

La période suivant la Seconde Guerre mondiale voit débuter une série impressionnantes de chantiers d'envergure visant à loger la population grandissante de la ville de Tours, du fait de l'explosion des naissances, de l'arrivée de travailleurs immigrés et de l'exode rural. Face à un mal-logements problématiques, les travaux s'ouvrent par la construction du Sanitas en 1958 près du centre-ville, qui deviendra l'un des plus grands quartiers d'immeubles de la ville. 
La demande de logements reste pourtant forte et la ville cherche de nouveaux terrains à bâtir, alors que le rapatriement des évacués d'Algérie accentue encore la pression démographique. La rive droite du Cher, dans le sud de la ville, est alors elle aussi urbanisée entre 1966 et 1973 avec des grands ensembles, suivi de peu par le quartier des Fontaines. Au même moment, le chantier du Sanitas entre dans sa dernière étape.

### Urbanisation

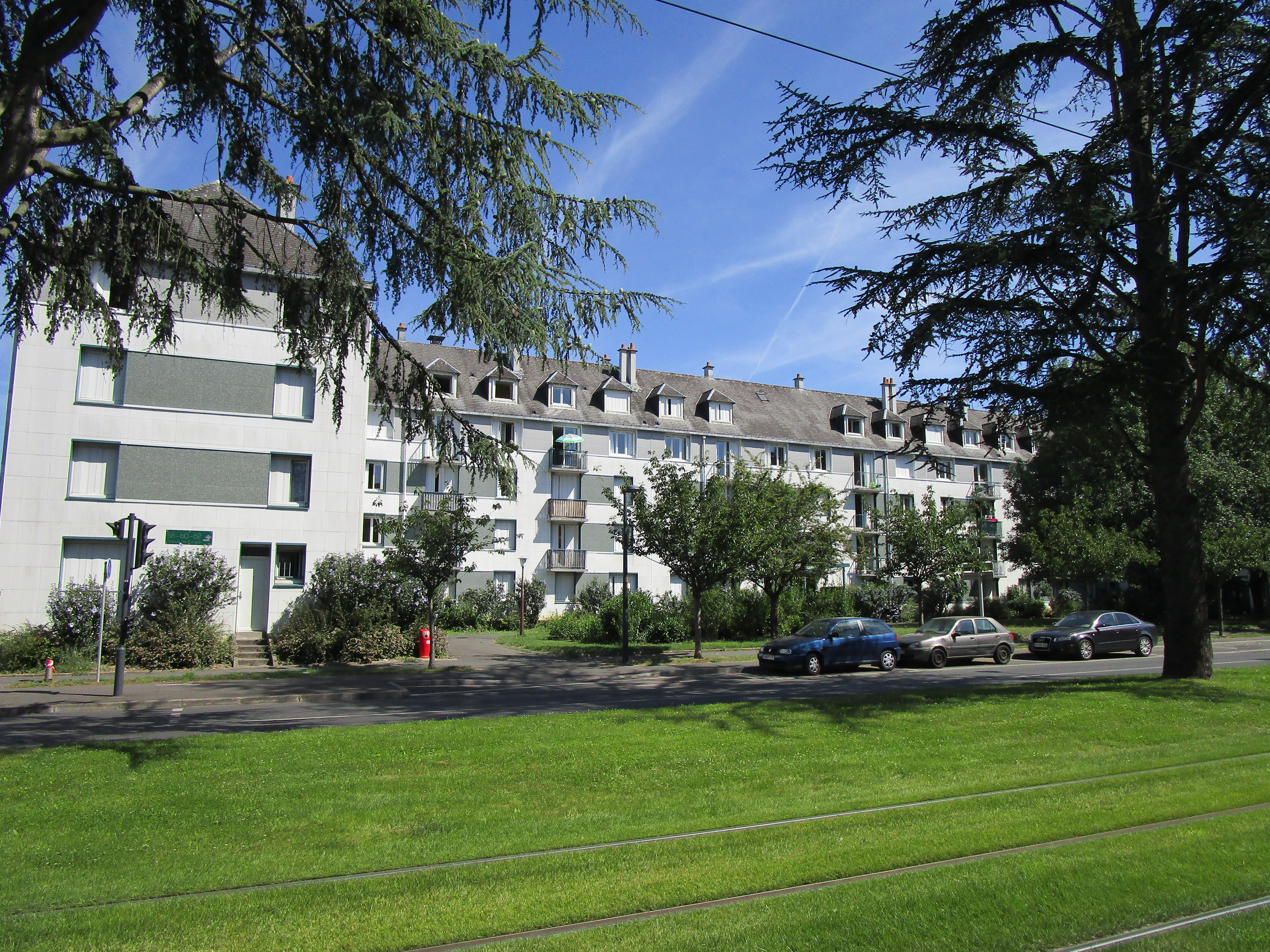
Immeuble avec ailes en retour d'équerre, 58-62 avenue de l'Europe.

Cependant, la ville se trouve alors en manque crucial de terrains à bâtir, et après des années d’extension vers le sud la municipalité se tourne alors vers le nord où se trouve la commune de Saint-Symphorien. Celle-ci fusionne avec la ville de Tours en 1964 et devient alors un quartier de la ville de Tours. Cette décision donne accès à des terrains vacants plus au nord pour la municipalité, qui décide la construction d'un nouveau quartier. 
Le projet est confié à Pierre Dalloz pour les grandes lignes et à l'architecte Joël Hardion. Les travaux débutent en 1966 et se terminent en 1976 avec la construction de grands ensembles principalement sociaux autour de l'avenue de l'Europe et de la rue Jemmapes et de zones pavillonnaires privées aux alentours, sur un ensemble de 17 hectares. Un beffroi haut de 44 mètres inauguré en 1970 marque le cœur du quartier. Le reste des immeubles sont des barres de trois à cinq étages, des édifices de quatre étages avec ailes en retour d'équerre et quelques tours de neuf étages au bout de l'avenue de l'Europe. Au total, près de 3 700 logements collectifs et individuels sont créés.

### Développements récents
La structure du quartier est restée quasiment inchangée depuis les années 1980. En dehors des efforts de rénovations entrepris sur les logements et les services publics, les principales modifications résident dans l'implantation de logements privés, notamment au niveau de la rue Daniel Mayer dans les années 2010.

## Conditions de vie

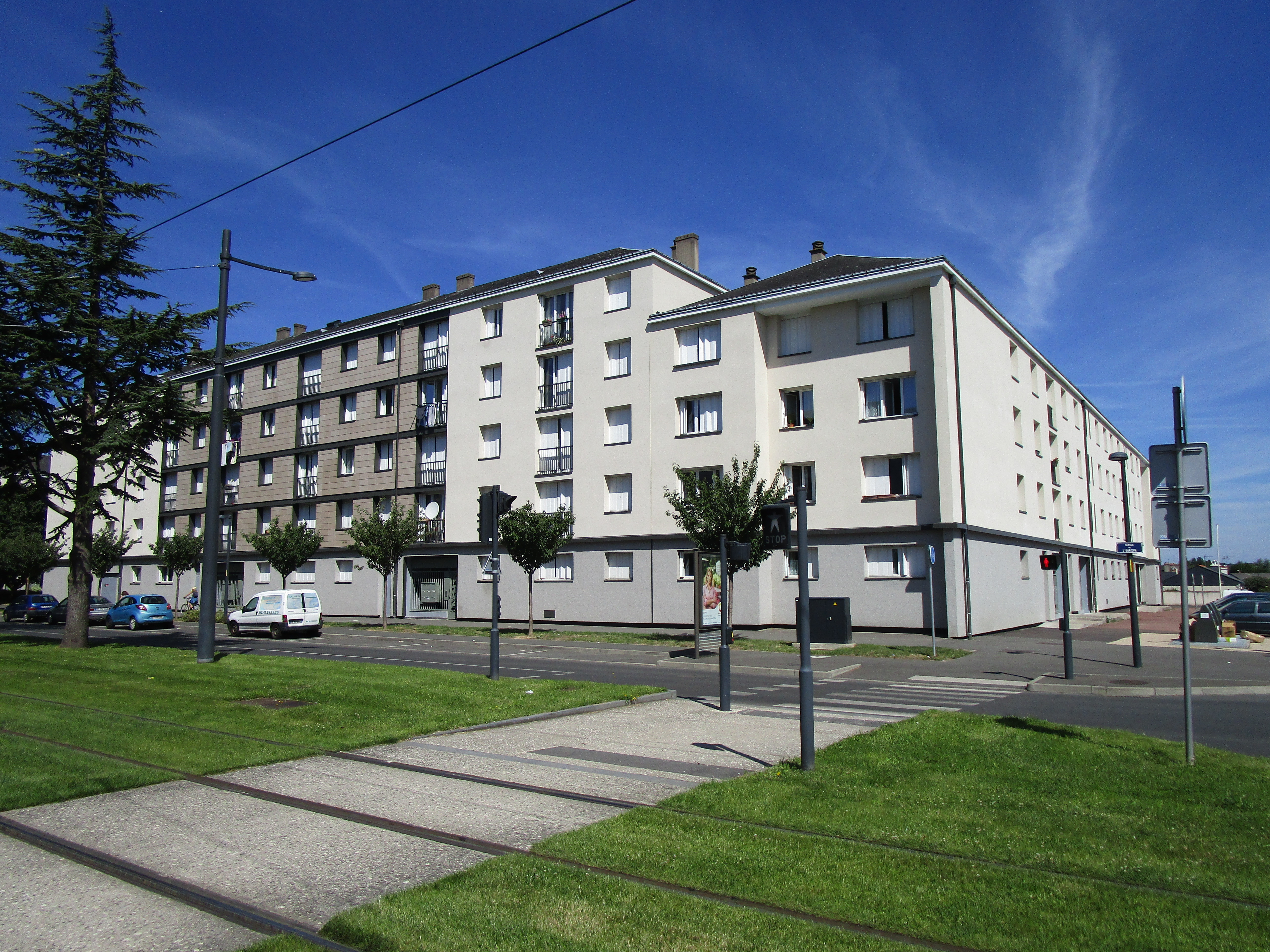
Immeuble rénové au 56 avenue de l'Europe.

Le quartier Europe est un quartier principalement populaire, bien qu'il présente une certaine mixité. Près de la moitié des logements du quartier sont à caractère social en 2009, contre 27 % pour l'ensemble de la commune. Les revenus moyens des habitants sont relativement bas : 21 100 euros par an et par ménage en moyenne, soit environ 1 758 euros par mois et par ménage. Ce chiffre ne doit cependant pas cacher une forte disparité interne, entre le centre de logements collectifs sociaux et les maisons individuelles des périphéries pavillonnaires. Le taux de chômage se situe au même niveau que la moyenne communale, à 14 % en 2009. Près de 29 % des salariés du quartier sont des cadres et près de 37 % des habitants sont propriétaires de leur logement. On trouve aussi de nombreux retraités. Le ménage moyen contient en moyenne 2 personnes. 
Une partie du quartier Europe est classée en tant que « quartier prioritaire de la politique de la ville », sur une zone restreinte autour du beffroi, limitée du nord au sud par la rue de la Basse et l'avenue de Roubaix, et d'est en ouest par la rue de Calais et la place Olivier de Serres. Elle regroupe 2 696 habitants en 2013, soit environ un quart de la population totale du quartier. Le quartier est en effet sujet à des trafics de drogues de rue et est considéré comme isolé du centre de la ville. 
Depuis novembre 2004 et la signature d'une convention de rénovations urbaines, le quartier fait l'objet d'efforts visant à sa réhabilitation. Les plus importants travaux comprennent la rénovation de 1 349 logements et la réfection de certaines façades d'immeubles dont le beffroi en 2008, qui accueille depuis la mairie annexe de Tours-Nord et un toit illuminé la nuit. En 2007, la médiathèque François-Mitterrand est installée à proximité, et surtout l'arrivée du tramway de Tours en 2013 dans le quartier est vue par la ville comme un moyen de le désenclaver,.

## Services publics

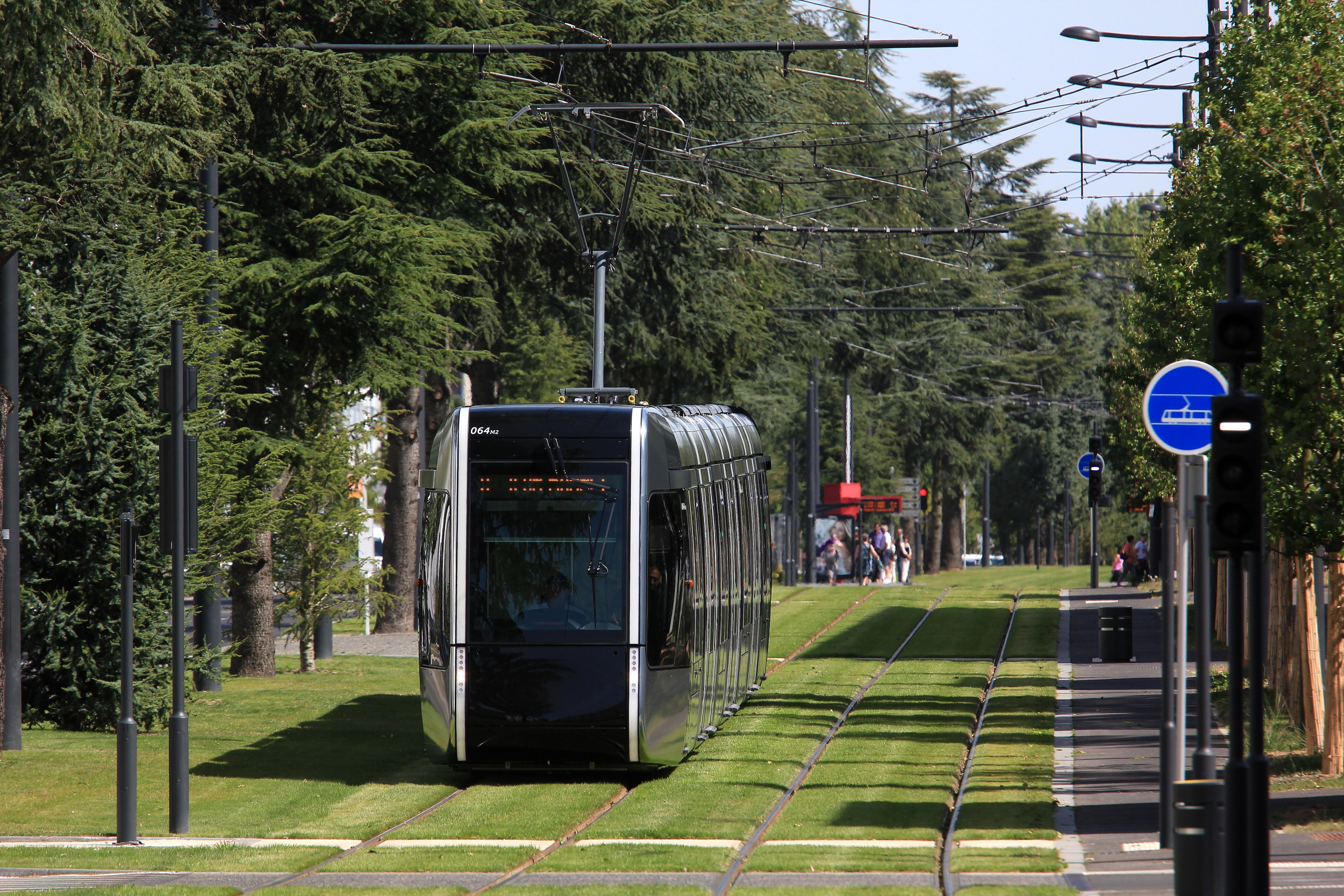
Le tramway sur l'avenue de l'Europe.

### Transports
Le quartier Europe est desservi depuis septembre 2013 par le tramway de Tours, qui traverse le centre du quartier en empruntant la rue Jemmapes puis l'avenue de l'Europe sur quasiment toute sa longueur. Il marque deux arrêts : l'un à Beffroi, dans le cœur du quartier avec possibilité de correspondance avec quatre lignes de bus, puis l'arrêt Coppée au centre de l'avenue de l'Europe. La desserte de ce quartier prioritaire est alors mise en avant par la ville pour permettre son désenclavement. Son effet serait pourtant mitigé, n'ayant pas considérablement diminué le sentiment d'isolement du quartier. 

### Autres installations

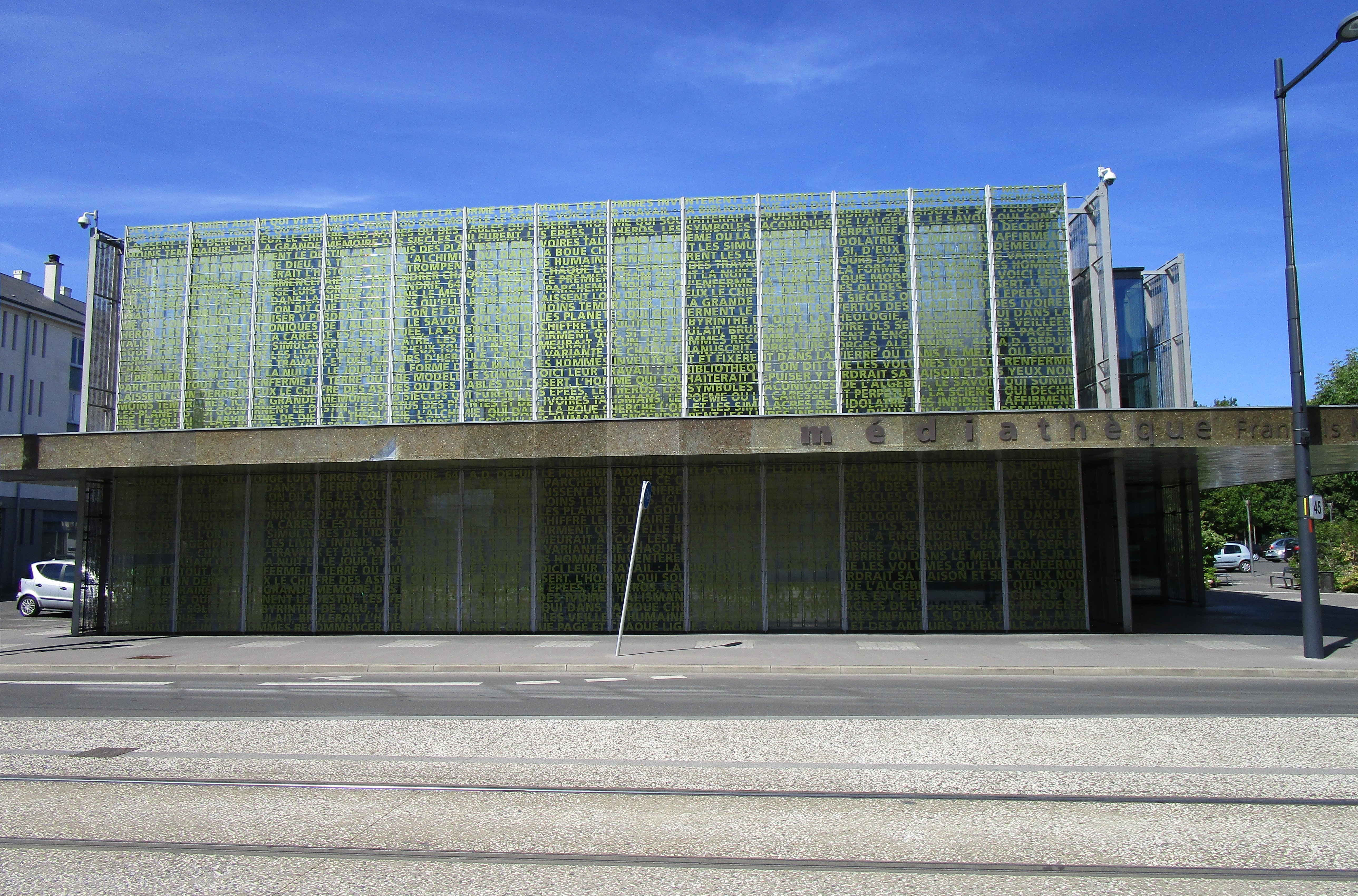
La médiathèque François-Mitterrand.

Le quartier Europe contenait autrefois une maternité, détruite en 2003 et remplacée par un projet immobilier privé. Toutefois, d'autres services publics sont apparus, dont surtout la médiathèque François Mitterrand construite entre novembre 2005 et décembre 2007 pour quatre millions d'euros. Son architecture originale représente une feuille de papier ondulée, ornée de vers du poète argentin Jorge Luis Borges et une toiture végétalisée,. Elle contient 47 000 livres et 13 000 œuvres audiovisuelles. 
Une piscine est construite en 1977 dans le quartier, dans le contexte du programme gouvernemental des « Mille piscines ». Il s'agit d'un modèle type « Tournesol », soit une coupole en tuiles polyester composées de 36 arcs métalliques et haute de six mètres. Vieillissante, la piscine du Mortier est entièrement reconstruire en 2008 au même endroit. Dès 1996, une mairie annexe est installée dans le cœur du quartier, afin de couvrir une grande partie de Tours-Nord. Elle s'installe en bas du beffroi rénové en 2008,.

## Économie et commerces

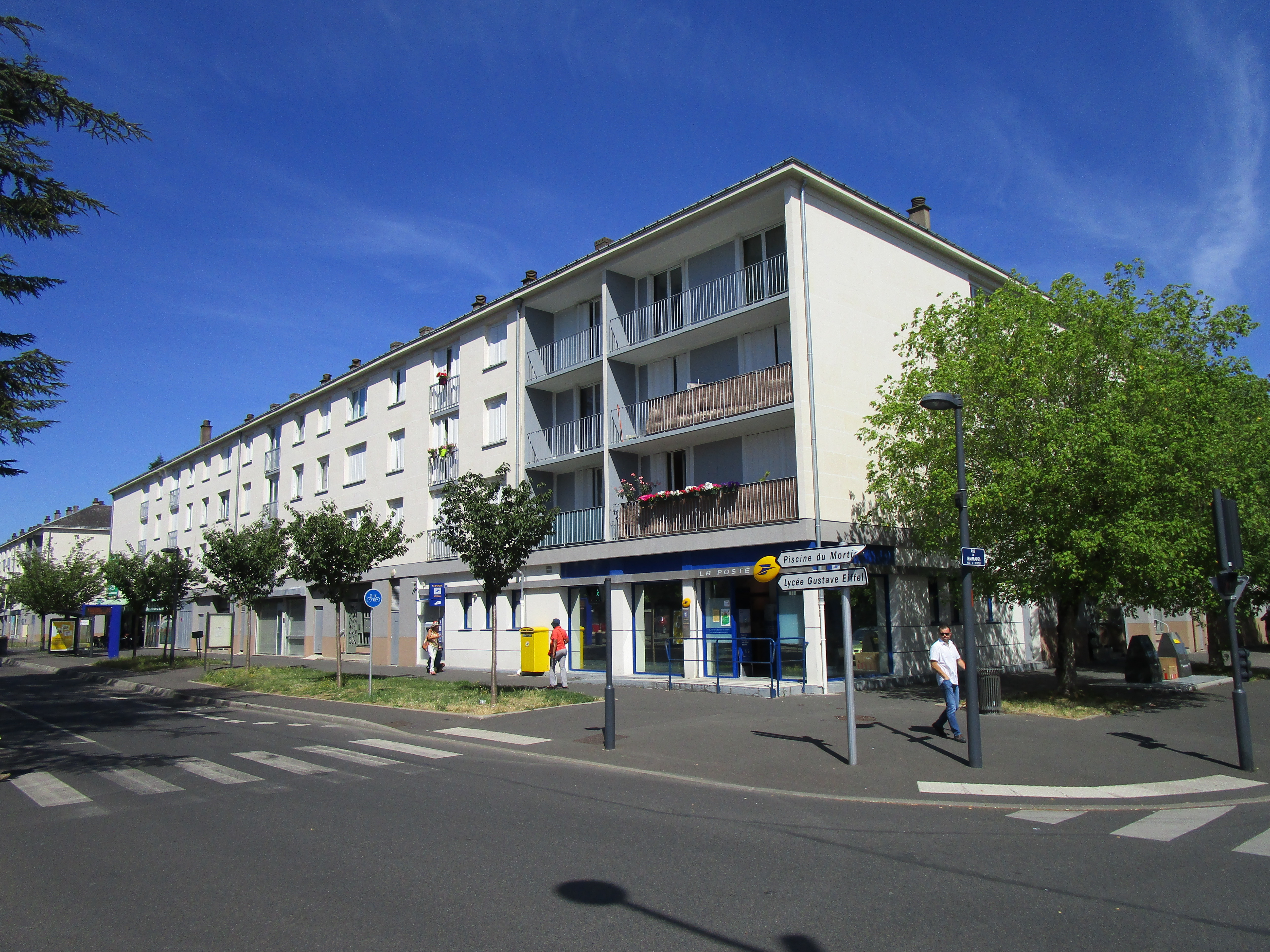
Croisement entre l'avenue de l'Europe et la rue de Jemmapes.

Le quartier Europe contient quelques petits commerces, principalement situés dans son cœur, autour du beffroi, sur la rue de Jemmapes, l'avenue Europe et l'esplanade François-Mitterrand. Un marché se déroule également sur l'esplanade François-Mitterrand. On trouve aussi un bureau de La Poste et plusieurs supermarchés. Le développement de ces derniers a cependant entrainé la fermeture de plusieurs commerces de proximité, alors que quatre supermarchés se sont installés dans le quartier ou à proximité. 

## Éducation

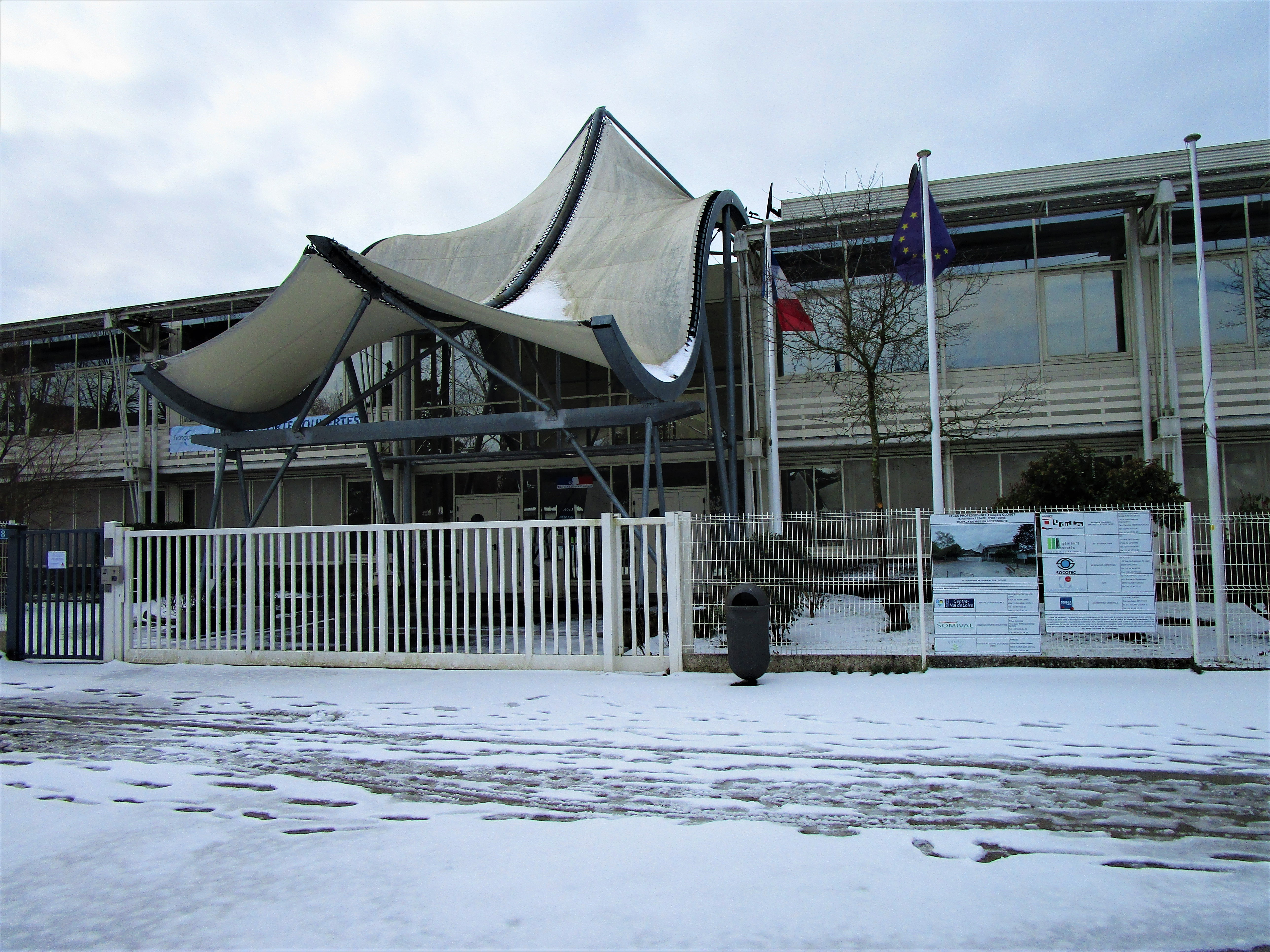
Le lycée professionnel François Clouet.

Le quartier compte de nombreux établissements scolaires, de l'école maternelle jusqu'aux lycées. Le lycée professionnel Gustave Eiffel, situé à l'extrémité ouest du quartier, compte près de 200 élèves spécialisés dans l'industrie, notamment en chaudronnerie, et dans la serrurerie pour les CAP. Un second, le lycée professionnel François Clouet, se situe plus au nord. Ses quelque 600 élèves sont spécialisés dans la mode, la vente, la gestion et les services aux personnes.
Au niveau de l'enseignement secondaire, on trouve deux collèges au sein du quartier. Le plus important est le collège Montaigne, situé à la limite avec la zone industrielle de Douets Milletière, qui compte près de 500 élèves. Il a été en partie rénové et agrandi en 2014 afin d’accueillir plus d'élèves après la fermeture du collège Paul Valéry de Douets. Le second est le collège Jean de La Bruyère sur l'avenue de Roubaix, dans le cœur du quartier. Il compte près de 300 élèves en 2016 et comprend un internat de quarante places,. 
On trouve également dans le quartier les écoles maternelle et élémentaire Jules Verne qui comptent ensemble près de 300 élèves, sur la rue Delaroche,. Les écoles maternelle et primaire Alain, situées non loin, comptent aussi une centaine d'élèves chacune,.

## Galerie de photos

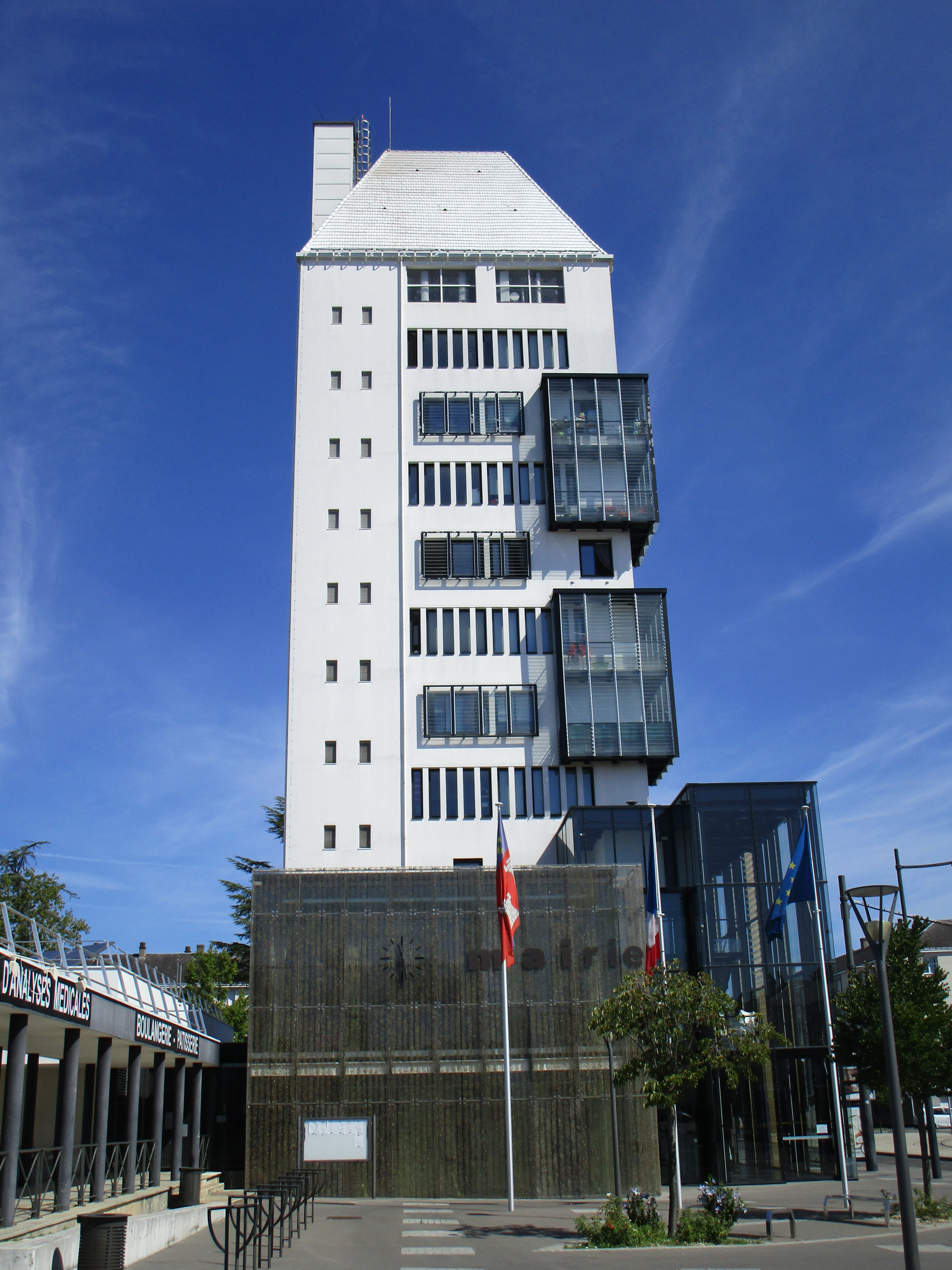
Façade sud du Beffroi
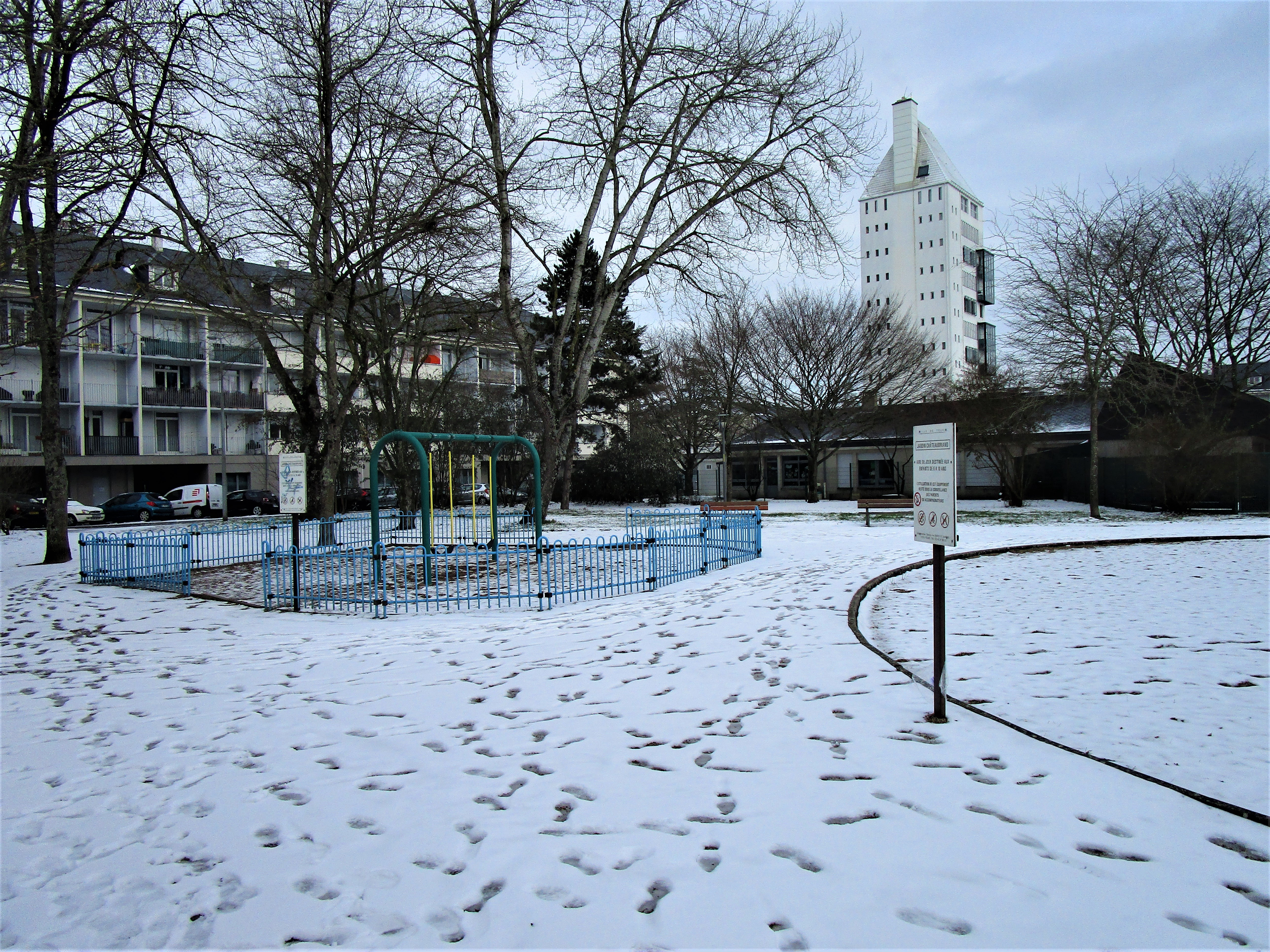
Jardin Châteaubriand
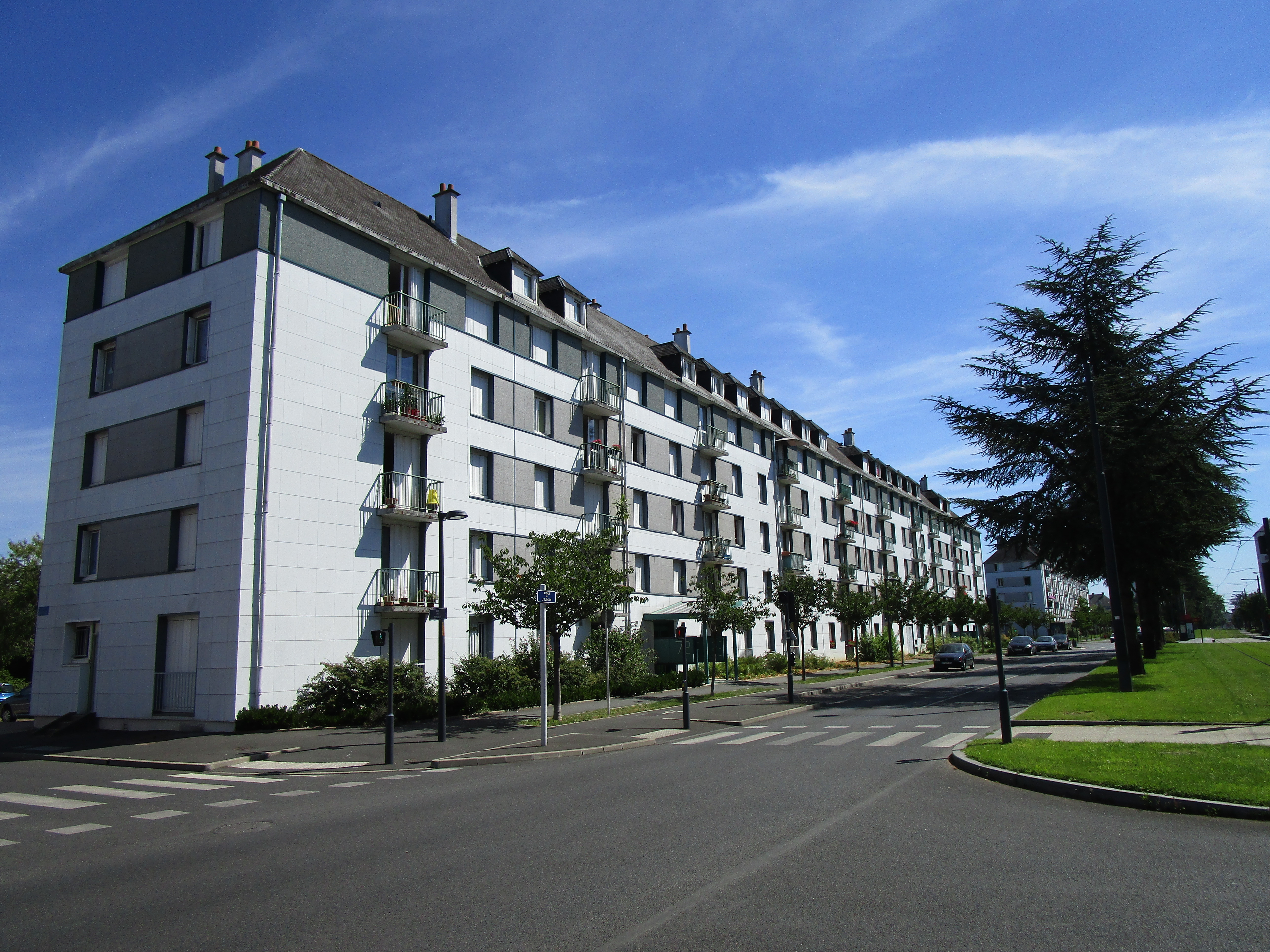
Résidence sociale au 72 avenue de l'Europe
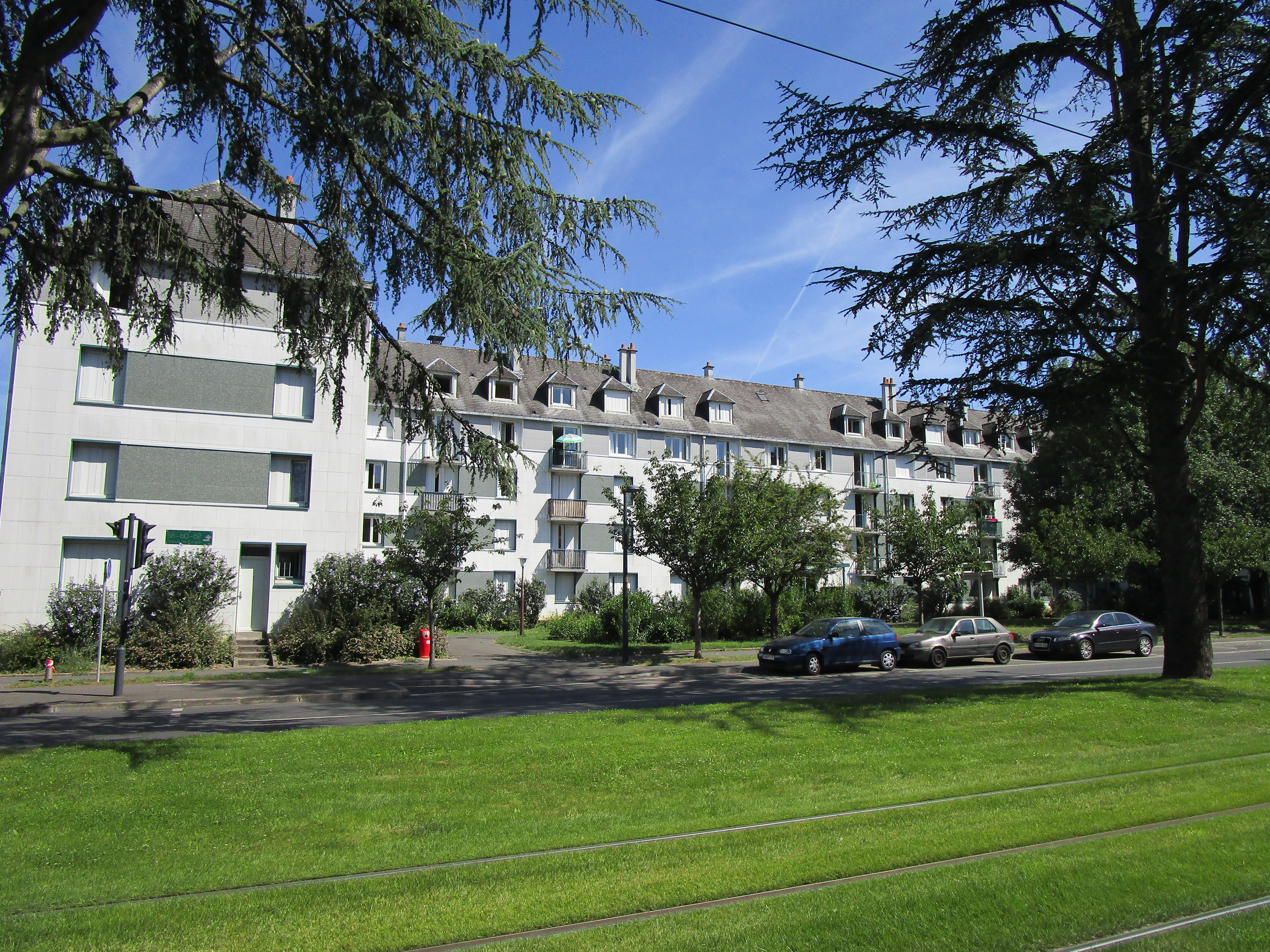
Résidence sociale au 58-62 avenue de l'Europe
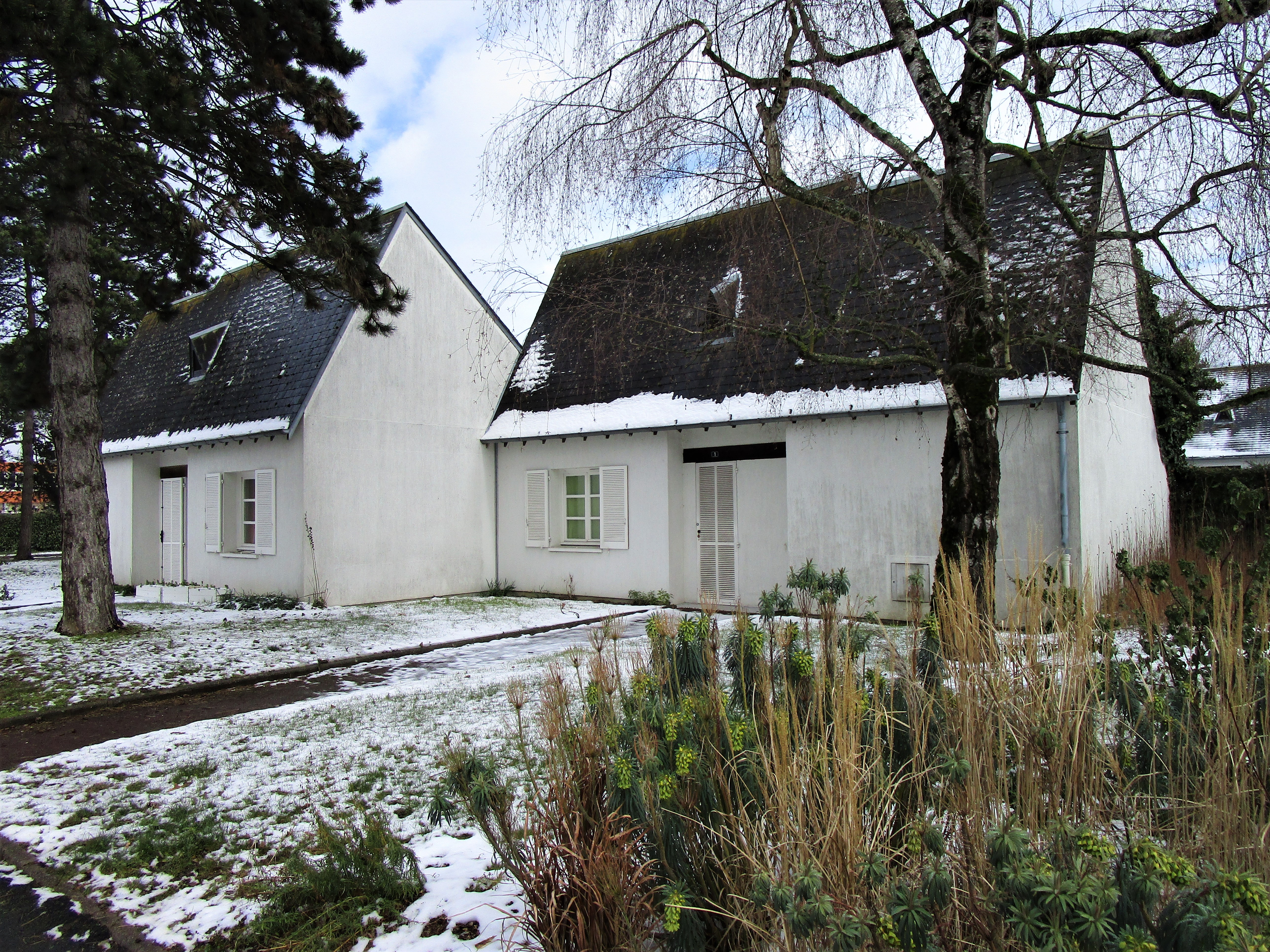
Pavillons rue Lepage.
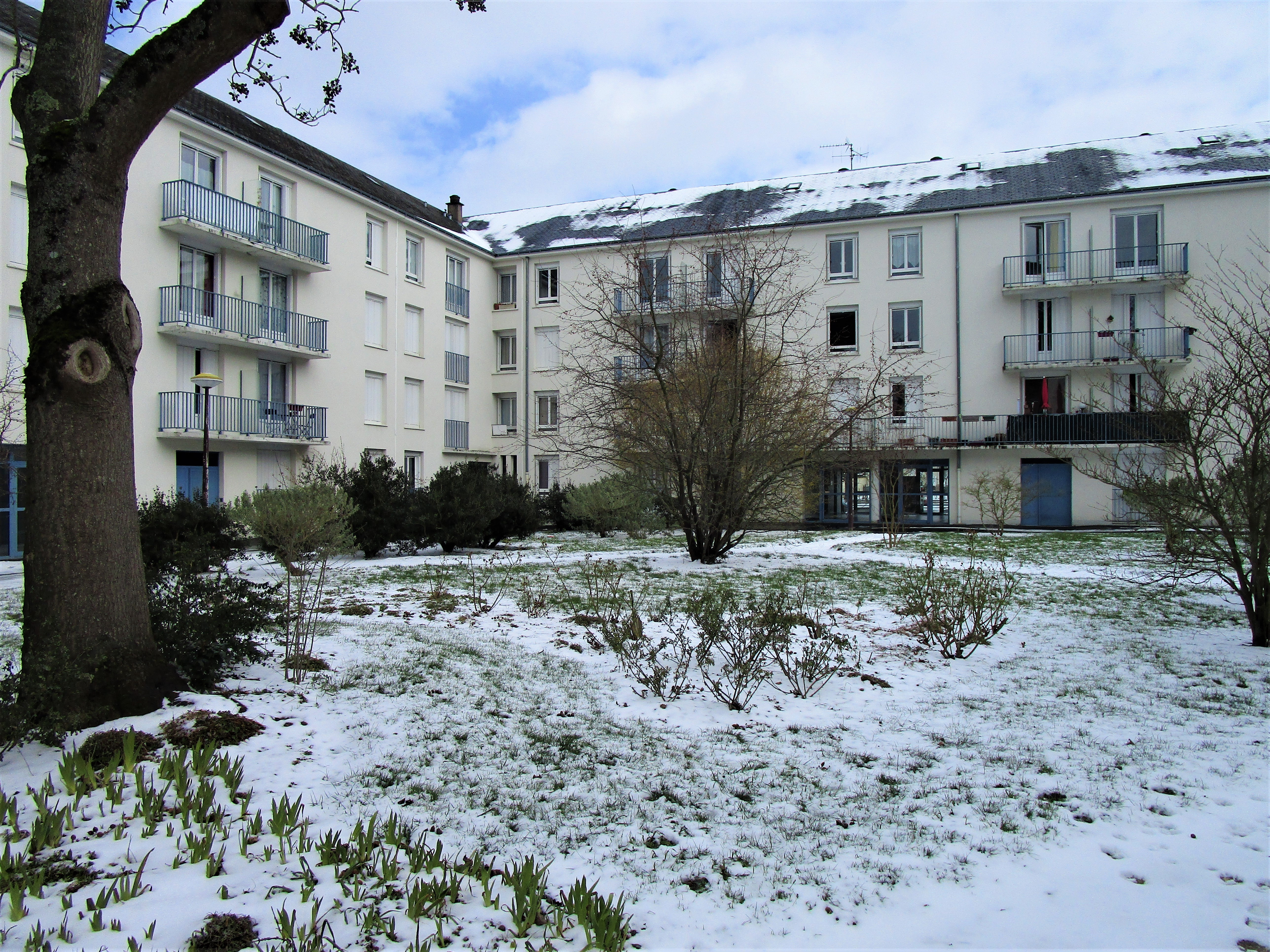
Immeubles du boulevard Maeterlinck.
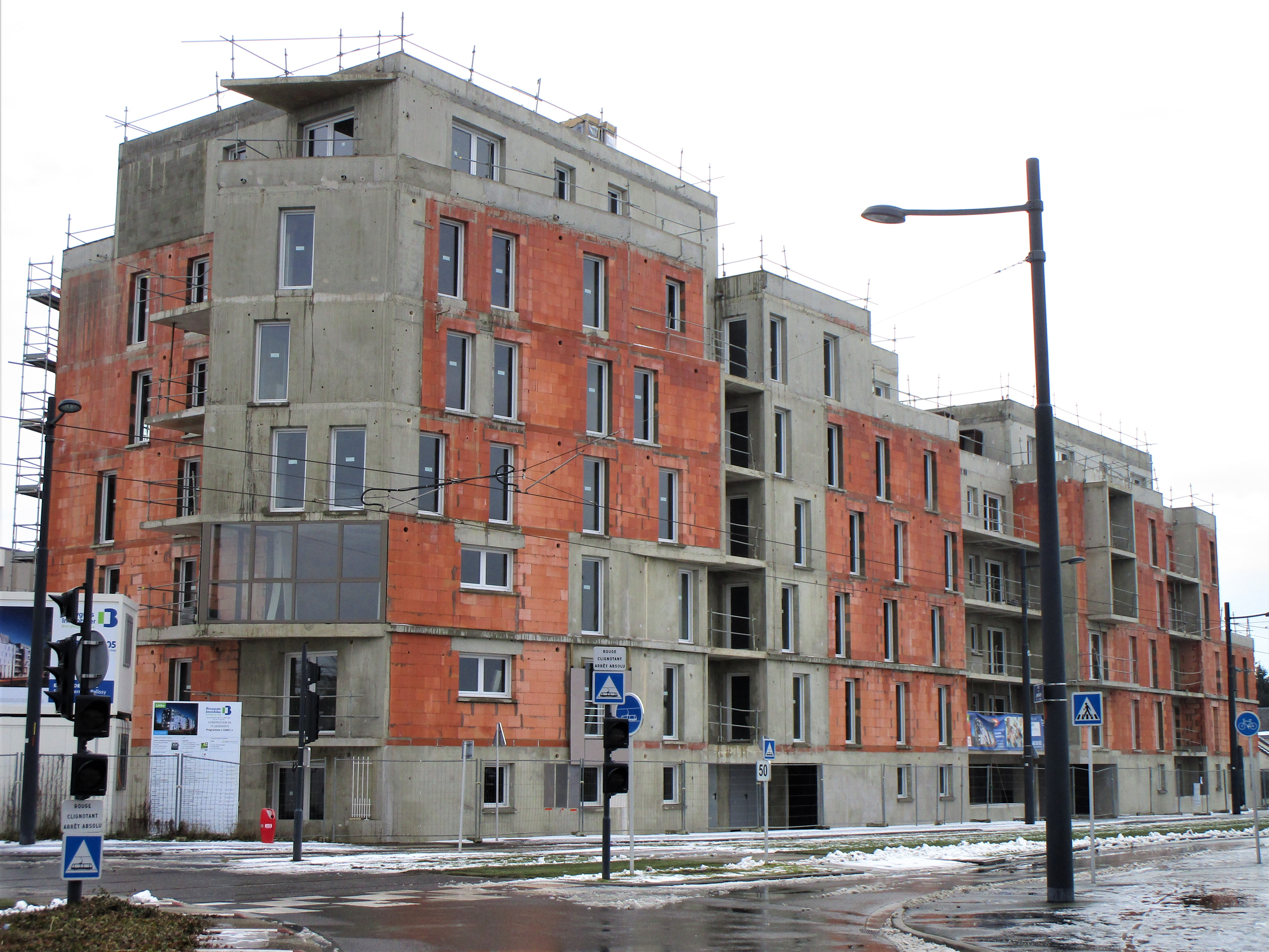
Résidence Linko en construction.
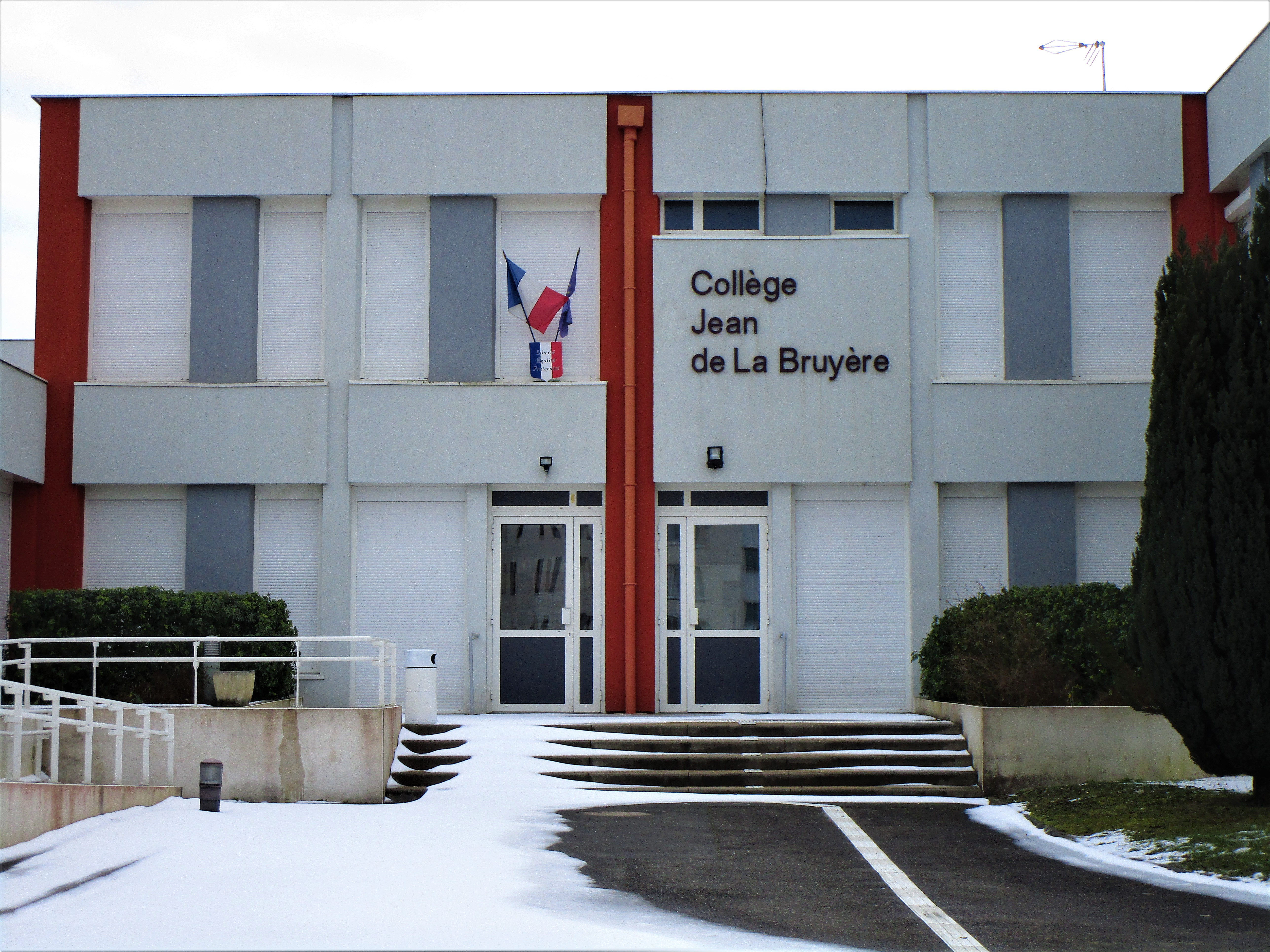
Collège Jean de la Bruyère.